# Ramgarh (Rajasthan)
Ramgarh è una suddivisione dell'India, classificata come municipality, di 28.431 abitanti, situata nel distretto di Sikar, nello stato federato del Rajasthan. In base al numero di abitanti la città rientra nella classe III (da 20.000 a 49.999 persone).

## Geografia fisica
La città è situata a 28° 10' 57 N e 74° 58' 23 E.

## Società

### Evoluzione demografica
Al censimento del 2001 la popolazione di Ramgarh assommava a 28.431 persone, delle quali 14.474 maschi e 13.957 femmine. I bambini di età inferiore o uguale ai sei anni assommavano a 5.035, dei quali 2.615 maschi e 2.420 femmine. Infine, coloro che erano in grado di saper almeno leggere e scrivere erano 16.733, dei quali 10.024 maschi e 6.709 femmine.